# Filip De Wilde
Filip De Wilde (Zele, 5 juli 1964) is een Belgisch voormalig voetballer die jarenlang doelman was bij KSK Beveren en RSC Anderlecht. Met Beveren veroverde hij in 1984 de landstitel, met Anderlecht veroverde De Wilde tussen 1991 en 2001 zes Belgische landstitels. Sinds het seizoen 2012/13 traint hij de nationale doelmannen van het Belgisch voetbalelftal onder 21.

## Spelerscarrière
De doelman speelde in zijn loopbaan bij Eendracht Zele, KSK Beveren, RSC Anderlecht, Sporting Portugal, opnieuw RSC Anderlecht, Sturm Graz, Sporting Lokeren en Verbroedering Geel. Hij speelde 33 keer voor de Rode Duivels. Zijn broer Jo was jarenlang doelman bij Vigor Wuitens Hamme en trof broer Filip in de Beker van België in het seizoen 1988-1989. Zijn neef Benjamin De Wilde debuteerde in het seizoen 2005-06 in de Belgische eerste klasse bij Sporting Lokeren.
Filip De Wilde doorliep de jeugdreeksen van Eendracht Zele. Hij vertrok als 16-jarige naar SK Beveren. Daar debuteerde hij als piepjonge speler in de eerste klasse. Na het vertrek van Pfaff naar FC Bayern München kreeg de 17-jarige keeper het vertrouwen van coach Urbain Braems. Met de Wase club werd hij Belgisch kampioen in het seizoen 1983-1984 en speelde hij de finale van de Beker van België in 1985. De Wilde past bij SK Beveren in een mooi rijtje van doelmannen die later voor de nationale ploeg speelden: Pfaff, De Wilde, Geert De Vlieger, Tristan Peersman en Erwin Lemmens.
In 1987 verhuisde hij naar RSC Anderlecht waar hij voor een basisplaats moest knokken met Jacky Munaron. Munaron had een lange staat van dienst bij paars-wit en was buitengewoon populair bij de fans. Na een flatertje in een vriendschappelijke wedstrijd tegen Inter Milaan in de voorbereiding op het seizoen koos trainer Georges Leekens resoluut voor Munaron. Ook toen Raymond Goethals de ontslagen Georges Leekens kwam vervangen (al was Martin Lippens toen officieel de hoofdcoach; Goethals mocht op dat moment wegens zijn aandeel in het omkoopschandaal Standard-Waterschei nog altijd geen trainer zijn in België en droeg de titel technisch directeur), bleef De Wilde reservedoelman. Hij zat op één match in de Beker van België na heel het seizoen 1987-'88 op de bank. Pas het volgende seizoen speelde hij zijn eerste competitiewedstrijd voor Anderlecht. Hij debuteerde op de 7de speeldag thuis tegen Luikse club. Munaron was geblesseerd. De Wilde pakte zijn kans en zou nagenoeg niet meer uit het elftal verdwijnen, ook niet toen Anderlecht stevige concurrenten kocht in de personen van Ranko Stojić (1989) en Geert De Vlieger (1995). De Wildes eerste periode bij Anderlecht liep van de zomer van 1987 tot die van 1996 en was doorspekt met verschillende nationale trofeeën. Internationaal geraakte hij met RSC Anderlecht in de EC I/CL tot bij de laatste acht (1988, 1992 en 1994), in de Finale Europacup II 1990 en in de EC III tot in de kwartfinales (1991).
Eind juli 1996 trok De Wilde naar de Portugese topclub Sporting Portugal. Na een uitstekend eerste seizoen belandde hij in de loop van het tweede op de bank. Om zijn plaats in de selectie voor de eindronde van het WK niet te hypothekeren, keerde hij in april 1998 terug naar RSC Anderlecht. Hij verdrong al snel Zvonko Milojević uit het eerste elftal en bleef de onbetwiste nummer een bij Anderlecht tot hij in september 2002 geblesseerd geraakte. In februari 2003 was de Oost-Vlaming weer fit voor de dienst. Voor de UEFA-bekerwedstrijd bij Panathinaikos gaf trainer Hugo Broos evenwel aan De Wilde niet te zullen opstellen, omdat hij niet zeker was dat die het daaropvolgende seizoen nog deel van de selectie zou uitmaken. Voorzitter Roger Vanden Stock verklaarde rond dezelfde tijd dan weer dat hij twijfelde over een contractverlenging voor De Wilde, omdat Broos hem niet opstelde. Wat er ook van zij, RSC Anderlecht verlengde zijn contract niet en op zijn 36ste verhuisde De Wilde in de zomer van 2003 naar de Oostenrijkse club Sturm Graz. Hij bleef er maar een half jaar en tekende in de wintertransferperiode van het seizoen 2003-2004 een contract bij Sporting Lokeren.
Onder andere door blessures speelde hij daar niet vaak. In 2005 stopte hij met voetballen. Hij bond nog een keer de voetbalschoenen aan. Hij speelde met tweedeklasser Verbroedering Geel de eindronde. Dat was een vriendendienst aan Peter Maes, die jarenlang reservedoelman was bij RSC Anderlecht. Verbroedering Geel had een ernstig keepersprobleem en de veertigjarige doelman hielp de club uit de brand.

## Interlandcarrière
Filip De Wilde speelde zijn eerste interland voor de Rode Duivels op woensdag 23 augustus 1989 in de vriendschappelijke thuiswedstrijd tegen Denemarken (3-0). Hij trad in dat duel, het eerste onder leiding van bondscoach Walter Meeuws, in de rust aan als vervanger van Gilbert Bodart. In dezelfde wedstrijd maakte Danny Boffin en Vital Borkelmans voor het eerst hun opwachting voor België.
De Wilde speelde zijn 33ste en laatste interland (waarin hij een rode kaart kreeg voor het onderuithalen van een Turkse aanvaller) op maandag 19 juni 2000 onder bondscoach Robert Waseige, bij het EK voetbal 2000 tegen Turkije (2-0 nederlaag). Zijn overige bondscoaches in die periode waren Guy Thys, Paul Van Himst, Wilfried Van Moer en Georges Leekens. Aanvankelijk was hij samen met Bodart, Philippe Vande Walle en Dany Verlinden een doublure voor de onbetwistbare nummer één, Michel Preud'homme. Na diens afscheid werd Bodart voor een periode van een elftal maanden eerste doelman, waarop De Wilde de concurrentiestrijd in zijn voordeel beslechten (Bodart gaf aan niet meer voor de Rode Duivels te willen spelen onder bondscoach Paul Van Himst, nadat Van Himst aangekondigd had dat De Wilde de voorkeur zou krijgen in de match tegen Nederland in februari 1996; die match ging overigens wegens weersomstandigheden uiteindelijk niet door). De Wilde nam deel aan de wereldbekers van 1990, 1994 en 1998 - maar kwam slechts in dat laatste daadwerkelijk in actie en zat zelfs toen een van de drie wedstrijden op de bank - en de EB 2000. Hij haalde vijf wedstrijden op WB/EB's (eenmaal winst, tweemaal verlies, tweemaal gelijkspel, zeven doelpunten tegen).

## Clubs
| Seizoen | Club               | Land       | Competitie       | Wed. | Goals |
| ------- | ------------------ | ---------- | ---------------- | ---- | ----- |
| 1981/82 | KSK Beveren        | België     | Eerste Klasse    | 9    | 0     |
| 1982/83 | KSK Beveren        | België     | Eerste Klasse    | 34   | 0     |
| 1983/84 | KSK Beveren        | België     | Eerste Klasse    | 34   | 0     |
| 1984/85 | KSK Beveren        | België     | Eerste Klasse    | 33   | 0     |
| 1985/86 | KSK Beveren        | België     | Eerste Klasse    | 33   | 0     |
| 1986/87 | KSK Beveren        | België     | Eerste Klasse    | 33   | 0     |
| 1987/88 | RSC Anderlecht     | België     | Eerste Klasse    | 0    | 0     |
| 1988/89 | RSC Anderlecht     | België     | Eerste Klasse    | 26   | 0     |
| 1989/90 | RSC Anderlecht     | België     | Eerste Klasse    | 34   | 0     |
| 1990/91 | RSC Anderlecht     | België     | Eerste Klasse    | 34   | 0     |
| 1991/92 | RSC Anderlecht     | België     | Eerste Klasse    | 23   | 0     |
| 1992/93 | RSC Anderlecht     | België     | Eerste Klasse    | 31   | 0     |
| 1993/94 | RSC Anderlecht     | België     | Eerste Klasse    | 34   | 0     |
| 1994/95 | RSC Anderlecht     | België     | Eerste Klasse    | 34   | 0     |
| 1995/96 | RSC Anderlecht     | België     | Eerste Klasse    | 29   | 0     |
| 1996/97 | Sporting Portugal  | Portugal   | Primeira Divisão | 31   | 0     |
| 1997/98 | Sporting Portugal  | Portugal   | Primeira Divisão | 19   | 0     |
| 1997/98 | RSC Anderlecht     | België     | Eerste Klasse    | 6    | 0     |
| 1998/99 | RSC Anderlecht     | België     | Eerste Klasse    | 33   | 0     |
| 1999/00 | RSC Anderlecht     | België     | Eerste Klasse    | 27   | 0     |
| 2000/01 | RSC Anderlecht     | België     | Eerste Klasse    | 19   | 0     |
| 2001/02 | RSC Anderlecht     | België     | Eerste Klasse    | 34   | 0     |
| 2002/03 | RSC Anderlecht     | België     | Eerste Klasse    | 7    | 0     |
| 2003/04 | Sturm Graz         | Oostenrijk | Bundesliga       | 17   | 0     |
| 2003/04 | Sporting Lokeren   | België     | Eerste Klasse    | 17   | 0     |
| 2004/05 | Sporting Lokeren   | België     | Eerste Klasse    | 0    | 0     |
| 2004/05 | Verbroedering Geel | België     | Tweede Klasse    | 0    | 0     |
| Totaal  | Totaal             | Totaal     | Totaal           | 608  | 0     |

## Palmares
| Nationaal               |    |                                          |
| Belgisch kampioen       | 7x | 1984, 1991, 1993, 1994, 1995, 2000, 2001 |
| Beker van België        | 4x | 1983, 1988, 1989, 1994                   |
| Belgische Supercup      | 5x | 1984, 1993, 1995, 2000, 2001             |
| Trofee Jules Pappaert   | 3x | 1987, 2000, 2001                         |
| Sportploeg van het Jaar | 1x | 2000                                     |
| Individueel             |    |                                          |
| Keeper van het Jaar     | 2x | 1994, 2000                               |
| Fair-Play Prijs         | 1x | 1996                                     |

## Lokale politiek
Bij de gemeenteraadsverkiezingen van 2018 stond De Wilde op de CD&V-lijst in Zele.